# Grande Aniquilador
1E1740.7-2942, ou "Grande Aniquilador" (Great Annihilator, em inglês), é um grande buraco negro na direção da constelação de Ophiuchus que se pensa estar localizado na região central da Via Láctea, perto do buraco negro supermassivo Sgr A* ou no centro da galáxia. É uma das fontes de raios gama mais brilhantes encontradas na Via Láctea, produzindo quantidades maciças de pares de fótons a 511 keV, o que geralmente indica a aniquilação de um par elétron-pósitron. O Grande Aniquilador também tem uma contrapartida de fonte de rádio que emite jatos de aproximadamente três anos-luz de comprimento.
Está localizado nas coordenadas 17h 43m 54.83s e −29° 44′ 42.6″.